# Lilium armenum
Lilium armenum är en liljeväxtart som först beskrevs av Pavel Ivanovich Misczenko och Aleksandr Alfonsovitj Grossgejm, och fick sitt nu gällande namn av Ida P. Mandenova. Lilium armenum ingår i släktet liljor, och familjen liljeväxter. Inga underarter finns listade.